# Hoplopheromerus nigroides
Hoplopheromerus nigroides là một loài ruồi trong họ Asilidae. Hoplopheromerus nigroides được Tsacas & Oldroyd miêu tả năm 1967. Loài này phân bố ở vùng nhiệt đới châu Phi.